# Uzwarcenie Čecha-Stone’a
Uzwarcenie Čecha-Stone’a – maksymalne (w pewnym, zdefiniowanym niżej sensie) uzwarcenie przestrzeni całkowicie regularnej spełniającej aksjomat oddzielania {\displaystyle T_{1}}. Badania nad tego rodzaju uzwarceniami zostały zainicjowane (z odmiennych punktów widzenia) niezależnie przez czeskiego matematyka Eduarda Čecha i amerykańskiego matematyka Marshalla H. Stone’a w 1937.

## Określenie i konstrukcja
Andriej Tichonow udowodnił, że każda całkowicie regularna przestrzeń typu {\displaystyle T_{1}} wagi {\displaystyle \kappa } jest homeomorficzna z podzbiorem kostki Tichonowa {\displaystyle [0,1]^{\kappa }.} Z twierdzenia tego można wyprowadzić, że przestrzeń topologiczna ma uzwarcenie (będące przestrzenią Hausdorffa) wtedy i tylko wtedy, gdy jest przestrzenią tego rodzaju.
Jeżeli {\displaystyle (Y_{1},e_{1})} i {\displaystyle (Y_{2},e_{2})} są uzwarceniami danej przestrzeni {\displaystyle X,} to można zdefiniować między nimi relację
{\displaystyle (Y_{1},e_{1})\sqsubseteq (Y_{2},e_{2})} wtedy i tylko wtedy, gdy istnieje taka funkcja ciągła {\displaystyle f\colon Y_{2}\to Y_{1}} spełniająca warunek {\displaystyle f\circ e_{2}=e_{1}.}
Ponadto, jeżeli
{\displaystyle (Y_{1},e_{1})\sqsubseteq (Y_{2},e_{2})} oraz {\displaystyle (Y_{2},e_{2})\sqsubseteq (Y_{1},e_{1}),}
to istnieje homeomorfizm {\displaystyle h\colon Y_{1}\to Y_{2}} spełniający warunek
{\displaystyle h\circ e_{1}=e_{2}.}
Rodzina wszystkich uzwarceniń Hausdorffa przestrzeni {\displaystyle X} jest klasą właściwą. Relacja {\displaystyle \sqsubseteq } pozwala ograniczyć się wyłącznie do klas abstrakcji tej relacji – zabieg ten nie gwarantuje jednak, że klasy abstrakcji będą zbiorami. Z drugiej strony, {\displaystyle X} jest z określenia gęstą podprzestrzenią swojego uzwarcenia, a więc waga każdego z uzwarceń nie przekracza liczby {\displaystyle \lambda =2^{d(X)},} gdzie {\displaystyle d(X)} oznacza gęstość przestrzeni {\displaystyle X.} Spostrzeżenie to pozwala utożsamiać każde uzwarcenie przestrzeni {\displaystyle X} z podzbiorem kostki Tichonowa {\displaystyle [0,1]^{\lambda },} co pozwala już rozważać zbiór {\displaystyle {\mathcal {R}}(X)} (a nie klasę właściwą) wszystkich (typów) uzwarceń przestrzeni {\displaystyle X.}
Twierdzenie o przekątnej gwarantuje, że każdy niepusty podzbiór {\displaystyle {\mathcal {R}}(X)} ma element maksymalny, a więc w szczególności, że w {\displaystyle {\mathcal {R}}(X)} istnieje element największy – element ten oznaczany jest symbolem {\displaystyle \beta X} i nazywany jest uzwarceniem Čecha-Stone’a przestrzeni {\displaystyle X.}

## Własności
W literaturze topologicznej istnieje wiele równoważnych charakteryzacji uzwarcenia Čecha-Stone’a {\displaystyle \beta X} przestrzeni {\displaystyle X.} Następujące twierdzenie podaje kilka z nich.
Twierdzenie: Niech {\displaystyle (X,\tau )} będzie całkowicie regularną przestrzenią topologiczną {\displaystyle T_{1}.} Wówczas {\displaystyle X} ma jedyne (z dokładnością do homeomorfizmu) uzwarcenie {\displaystyle \beta X,} które ma następujące równoważne własności:
1. każde odwzorowanie ciągłe przestrzeni {\displaystyle X} w zwartą przestrzeń {\displaystyle T_{2}} może być przedłużone (jednoznacznie) na {\displaystyle \beta X,}
2. każde uzwarcenie przestrzeni {\displaystyle X} jest ciągłym obrazem przestrzeni {\displaystyle \beta X} przez odwzorowanie, które jest identycznością na {\displaystyle X,}
3. każda ograniczona funkcja ciągła {\displaystyle f\colon X\to \mathbb {R} } ma przedłużenie ciągłe na {\displaystyle \beta X,}
4. jeśli {\displaystyle Z_{1},} {\displaystyle Z_{2}} są zbiorami punktów zerowych pewnych rzeczywistych funkcji ciągłych na {\displaystyle X,} to

{\displaystyle \mathrm {cl} _{\beta X}(Z_{1})\cap \mathrm {cl} _{\beta X}(Z_{2})=\mathrm {cl} _{\beta X}(Z_{1}\cap Z_{2}),}
1. rozłączne zbiory punktów zerowych funkcji ciągłych z {\displaystyle X} w {\displaystyle \mathbb {R} } mają rozłączne domknięcia w {\displaystyle \beta X,}
2. każde dwa podzbiory {\displaystyle X} oddzielalne przez funkcję ciągłą mają rozłączne domknięcia w {\displaystyle \beta X,}
3. każdy punkt w {\displaystyle \beta X} jest granicą jedynego {\displaystyle z}-ultrafiltru na {\displaystyle X.}

## KonstrukcjaβX{\displaystyle \beta X}
Powyżej, zdefiniowaliśmy uzwarcenie {\displaystyle \beta X} w terminach abstrakcyjnych własności. Można jednak podać konstrukcję uzwarcenia spełniającego (równoważne) warunki definiujące {\displaystyle \beta X.} Niech {\displaystyle C=C^{*}(X)} będzie zbiorem wszystkich funkcji ciągłych z przestrzeni {\displaystyle X} w odcinek domknięty {\displaystyle [0,1]} i niech zbiór {\displaystyle [0,1]^{C}} wszystkich funkcji z {\displaystyle C} w {\displaystyle [0,1]} będzie traktowany jako produkt różnych kopii odcinka {\displaystyle [0,1].} Wyposażmy {\displaystyle [0,1]^{C}} w topologię produktową i rozważmy odwzorowanie
{\displaystyle e:X\longrightarrow [0,1]^{C}:x\mapsto (f(x))_{f\in C}.}
Sprawdza się, że {\displaystyle e} jest homeomorfizmem z {\displaystyle X} na {\displaystyle e(X)} (gdzie {\displaystyle e(X)} jest rozważane z topologią podprzestrzeni przestrzeni {\displaystyle [0,1]^{C}}). Na mocy twierdzenia Tichonowa, przestrzeń {\displaystyle [0,1]^{C}} jest zwarta. Niech {\displaystyle K} będzie domknięciem {\displaystyle e(X)} w {\displaystyle [0,1]^{C}.} Wówczas {\displaystyle (e,K)} jest uzwarceniem {\displaystyle T_{2}} przestrzeni {\displaystyle X.}
Dla funkcji ciągłej {\displaystyle f\colon X\longrightarrow [0,1]} rozważmy funkcję {\displaystyle f^{*}\colon K\longrightarrow [0,1]} daną przez warunek {\displaystyle f^{*}(k)=k(f).} Można łatwo zweryfikować, że {\displaystyle f^{*}} jest funkcją ciągłą oraz {\displaystyle f^{*}(e(x))=f(x)} dla {\displaystyle x\in X.} Bezpośrednio stąd możemy wywnioskować, że {\displaystyle K} spełnia trzeci warunek twierdzenia sformułowanego w poprzedniej sekcji.

## UzwarcenieβN{\displaystyle \beta \mathbb {N} }przestrzeni liczb naturalnych
Wśród uzwarceń maksymalnych przestrzeni topologicznych, chyba najbardziej zbadanym jest uzwarcenie {\displaystyle \beta \mathbb {N} } przestrzeni liczb naturalnych wyposażonej w topologię dyskretną. {\displaystyle \beta \mathbb {N} } jest obiektem badanym także w teorii mnogości, gdzie duże znaczenie ma reprezentacja tej przestrzeni jako przestrzeni ultrafiltrów (filtrów maksymalnych) podzbiorów {\displaystyle \mathbb {N} .}
Niech {\displaystyle \beta \mathbb {N} } będzie zbiorem wszystkich ultrafiltrów na {\displaystyle \mathbb {N} .} Dla zbioru {\displaystyle A\subseteq \mathbb {N} } niech
{\displaystyle U_{A}=\{F\in \beta \mathbb {N} \colon A\in F\}.}
Wówczas rodzina
{\displaystyle \{U_{A}\colon A\subseteq \mathbb {N} \}}
jest bazą pewnej topologii {\displaystyle \tau _{\beta \mathbb {N} }} na {\displaystyle \beta \mathbb {N} .} Przestrzeń topologiczna {\displaystyle (\beta \mathbb {N} ,\tau _{\beta \mathbb {N} })} jest zwartą przestrzenią {\displaystyle T_{2}} a funkcja
{\displaystyle e\colon \mathbb {N} \longrightarrow \beta \mathbb {N} }
odwzorowująca liczbę {\displaystyle n\in \mathbb {N} } na ultrafiltr główny generowany przez {\displaystyle \{n\}} jest zanurzeniem homeomorficznym, którego obraz jest gęsty w {\displaystyle \beta \mathbb {N} .} Zatem {\displaystyle (\beta \mathbb {N} ,e)} jest uzwarceniem przestrzeni {\displaystyle \mathbb {N} } i można sprawdzić, że spełnia ono warunek 6 z twierdzenia podanego w drugiej sekcji. Zatem jest to uzwarcenie Čecha-Stone’a.
Przykładowe własności {\displaystyle \beta \mathbb {N} {:}}
- Przestrzeń {\displaystyle \beta \mathbb {N} } jest ośrodkowa i minimalna moc bazy tej przestrzeni wynosi {\displaystyle 2^{\aleph _{0}}} (istnieje przy tym baza mocy {\displaystyle 2^{\aleph _{0}}} złożona ze zbiorów otwarto-domkniętych).
- {\displaystyle \beta \mathbb {N} } jest ekstremalnie niespójna (a więc także zerowymiarowa). Punkt należący do {\displaystyle \beta \mathbb {N} } jest izolowany wtedy i tylko wtedy, gdy odpowiada ultrafiltrowi głównemu generowanemu przez pewną liczbą naturalną.
- {\displaystyle \beta \mathbb {N} } jest mocy {\displaystyle 2^{2^{\aleph _{0}}}.}
- Jeśli {\displaystyle p\in \beta \mathbb {N} \setminus \mathbb {N} ,} to {\displaystyle \{p\}} nie jest zbiorem typu Gδ.
- Jeśli CH jest prawdziwa i {\displaystyle p\in \beta \mathbb {N} \setminus \mathbb {N} ,} to {\displaystyle (\beta \mathbb {N} \setminus \mathbb {N} )\setminus \{p\}} nie jest przestrzenią normalną.
- Każda zwarta przestrzeń Hausdorffa mająca bazę mocy {\displaystyle \leqslant \aleph _{1}} jest ciągłym obrazem {\displaystyle \beta \mathbb {N} \setminus \mathbb {N} .}
- {\displaystyle \beta \mathbb {N} \setminus \mathbb {N} } zawiera kopie homeomorficzne przestrzeni {\displaystyle \beta \mathbb {N} } (jednak żadna taka kopia nie jest podzbiorem domknięto-otwartym {\displaystyle \beta \mathbb {N} \setminus \mathbb {N} }).
- Przestrzeń Banacha {\displaystyle C(\beta \mathbb {N} \setminus \mathbb {N} )} jest izometrycznie izomorficzna z przestrzenią {\displaystyle \ell _{\infty }/c_{0}} (a nawet przestrzenie te są *-izomorficzne jako C*-algebry).